# Фалей, Алёна Сергеевна
Алёна Сергеевна Фалей (род. 29 марта 2004[…], Беларусь) — белорусская профессиональная теннисистка; двукратная чемпионка Открытого Чемпионата Беларуси: в одиночном разряде и миксте (2023). Победительница девяти турниров ITF (5 — в одиночном разряде).
Четвертьфиналистка юниорского турнира Большого шлема в парном разряде (Открытый чемпионат Франции-2021); бывшая 23-я ракетка мира в юниорском рейтинге ITF (2021).
На ноябрь 2024 года занимает четвёртую строчку среди белорусских теннисисток, и по мнению экспертов является одной из самых талантливых и перспективных теннисисток Восточной и Центральной Европы, специалисты прочат ей блестящее будущее, примерно как у её соотечественницы Арины Соболенко.

## Биография
Алёна Фалей родилась 29 марта 2004 года в Беларуси.

## Спортивная карьера
Начала заниматься теннисом в 4 года. С 6 лет тренировалась в группе у Марины Борисюк в СДЮШОР «Смена», с 12 лет — в РЦОП у Владимира Перко и Эвалда Спая.

### Юниорские турниры
В 2017—2020 годах она стала победительницей пяти юниорских турниров ITF в парном разряде. И в 2018—2020 годах стала победительницей ещё пяти аналогичных соревнований в одиночном разряде. И в итоге достигла наивысшего 23-го номера в юниорском рейтинге ITF.
Входила в юниорскую сборную Беларуси и в феврале 2020 года в составе Белорусской сборной (до 16 лет) участвовала в Зимнем Кубке Европы — крупнейшем командном соревновании по теннису в Европе среди лучших спортсменов в своих возрастных категориях. Где команда Беларуси заняла итоговое 4-е место проиграв сначала полуфинал сборной Нидерландов, а затем проиграв решающие матчи сборной команде Германии в борьбе за третье место.
В октябре 2020 года на юниорском Открытом чемпионате Франции в одиночном разряде проиграла в первом круге россиянке Алине Щербининой со счётом 1-6, 2-6. А в парном разряде этого турнира совместно с россиянкой Юлией Авдеевой проиграла в первом круге своим соотечественницам Кристине Дмитрук и Яне Колодынской со счётом 4-6, 1-6.
В июне 2021 года на юниорском Открытом чемпионате Франции в одиночном разряде уже во втором круге проиграла чешке Дарье Видьмановой со счётом 4-6, 1-6. А в парном разряде этого турнира совместно с россиянкой Татьяной Барковой дошла дошла до четвертьфинала, где проиграла итальянкам Элеоноре Алвизи и Лизе Пигато со счётом 3-6, 0-6.

### 2021—2023
В 2022—2024 годах стала победительницей четырёх турниров ITF в одиночном разряде.
И в 2021—2023 годах стала победительницей ещё трёх турниров ITF в парном разряде.
В январе 2023 года стала двукратной чемпионкой Открытого Чемпионата Беларуси по теннису в помещении, где она в финале одиночного разряда победила Дарью Хомутянскую, и в финале смешанного разряда вместе с Эриком Арутюняном она победила Ксению Ерш и Михаила Дубровского.
В сентябре 2023 года она выиграла турнир W25 в Сеуте (Испания).

### 2024
В феврале 2024 года она выиграла крупнейший свой турнир в одиночном разряде ITF W75 во французском Гренобле.
В сентябре 2024 года совместно с россиянкой Еленой Приданкиной дошла до полуфинала парного турнира категории WTA 250 в Монастире (Тунис), где она в четвертьфинале победила Сюзан Ламенс и Мариам Болквадзе со счётом 6-4, 7-5, но в полуфинале проиграла россиянкам Анастасии Захаровой и Алине Корнеевой со счётом 3-6, 4-6.

### Рейтинг
Наивысший рейтинг WTA в карьере
- в одиночном разряде — 173 (27 мая 2024), входит в Топ-180.
- в парном разряде — 393 (16 сентября 2024), входит в Топ-400.

## Итоговое место в рейтинге WTA по годам
| Год  | Одиночный рейтинг | Парный рейтинг |
| 2024 | 202               | 459            |
| 2023 | 298               | 531            |
| 2022 | 765               | 737            |
| 2021 | 1202              | —              |

## Выступления на турнирах

### Финалы турнировITFв одиночном разряде (11)

#### Победы (5)
| Легенда:                  |
| ------------------------- |
| WTA 125 (0)*              |
| 100.000 USD (0)*          |
| 80.000 (75.000**) USD (1) |
| 60.000 (50.000**) USD (0) |
| 40.000 USD (2)            |
| 25.000 USD (1)            |
| 15.000 USD (1+3)          |

** призовой фонд до 2017 года
| Титулы по покрытиям | Титулы по месту проведения матчей турнира |
| ------------------- | ----------------------------------------- |
| Хард (5+2)*         | Зал (0+0)                                 |
| Грунт (0+1)         | Зал (0+0)                                 |
| Трава (0)           | Открытый воздух (5+3)                     |
| Ковёр (0)           | Открытый воздух (5+3)                     |

* количество побед в одиночном разряде + количество побед в парном разряде.
| 1. | 27 ноября 2022   | Шарм-эш-Шейх, Египет | Хард | Мананчая Савангкаев | 6-1 7-5     |
| 2. | 24 сентября 2023 | Сеута, Испания       | Хард | Катарина Козаров    | 6-1 6-4     |
| 3. | 3 декабря 2023   | Иокогама, Япония     | Хард | Аяно Симидзу        | 6-3 7-5     |
| 4. | 11 февраля 2024  | Гренобль, Франция    | Хард | Манон Леонар        | 6-1 4-6 6-4 |
| 5. | 1 декабря 2024   | Иокогама, Япония (2) | Хард | Хина Иноуэ          | 3-6 6-1 6-4 |